# Гофман, Христоф
Готтлоб Христоф Йонатан Гофман (нем. Gottlob Christoph Jonathan Hoffmann; 1815—1885) — основатель немецкой общины темплеров.

## Биография

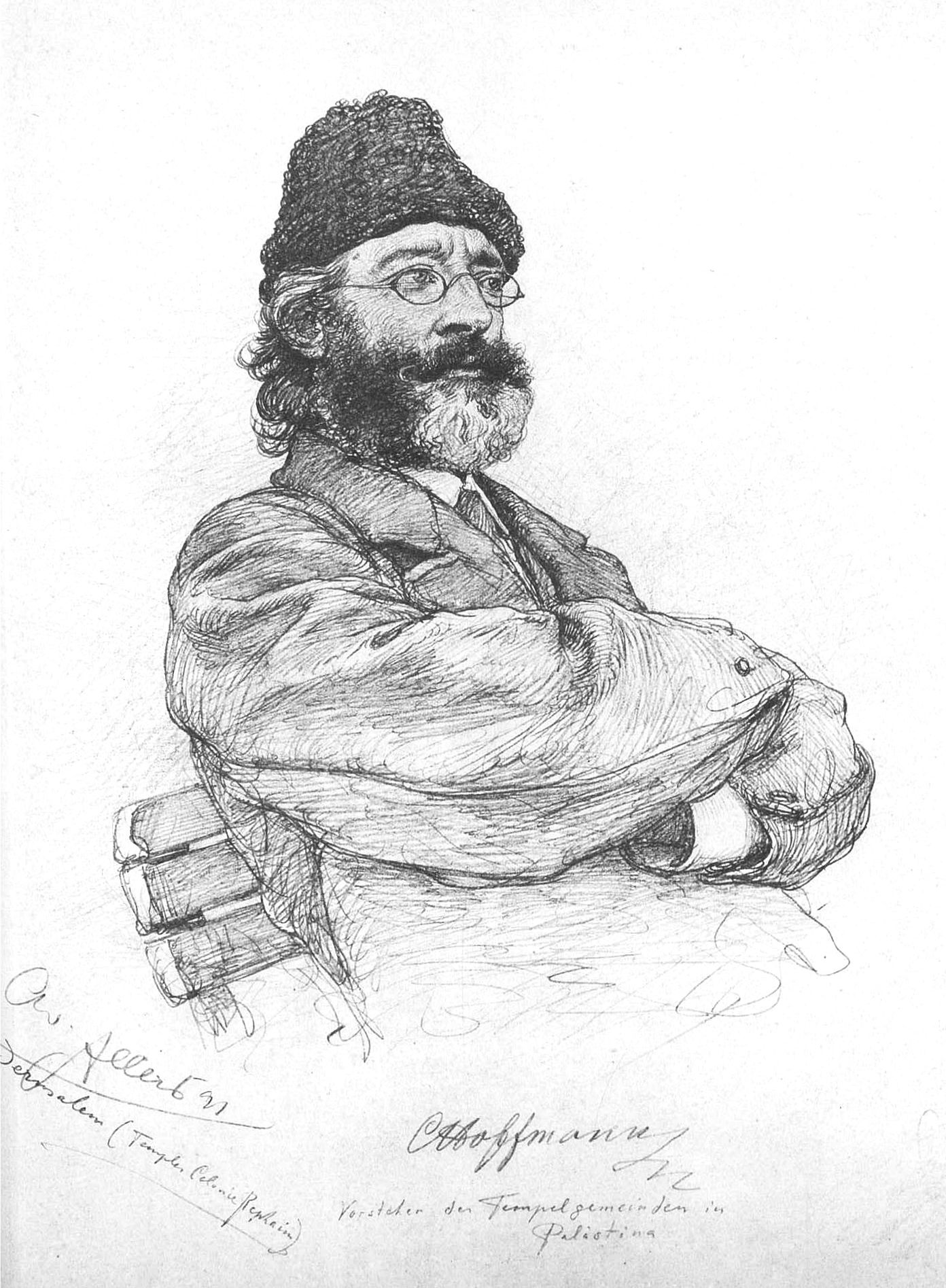
Христоф Гофман
(худ. К. В. Аллерс)

Готтлоб Христоф Йонатан Гофман родился 2 декабря 1815 года в городе Леонберге в семье Беате Бауманн (нем. Beate Baumann; 1774—1852) и Готтлиба Вильгельма Гофмана (нем. Gottlieb Wilhelm Hoffmann; 1771—1846) — председателя Unitas Fratrum в Корнталь-Мюнхингене; младший брат Вильгельма Гофмана.
С 1854 года Гофман вёл вместе с Христоф Паулюсом (нем. Christoph Paulus) пропаганду переселения в Иерусалим, куда и направился сам, со многими приверженцами, в 1868 году, и основал колонии в Хайфе, Яффе и Сароне.
В 1875 году, когда Гофман написал и опубликовал книги «Süddeutsche Warte» и «Occident und Orient», высказанные в них взгляды на Иисуса Христа и Святую Троицу были восприняты верующими неоднозначно, некоторые считали их ересью, что спровоцировало раскол в колониях.
Христоф Гофман также издал «Bibelforschungen» (1882—1884) и «Mein Weg nach Jerusalem» (автобиография, 1882—1884).
Готтлоб Христоф Джонатан Гофман умер 8 декабря 1885 года в городе Иерусалиме.